# Isle of Mans administrativa indelning

Isle of Mans indelning

Isle of Man är indelat i 22 lokala administrativa enheter, distrikt. Av dessa är fyra stadsdistrikt, town districts, fyra (by)distrikt, (village) districts, och fjorton församlingar, parish districts. Senaste förändringen skedde i maj 2016 då Laxey (village), Lonan (parish) och Maughold (parish) slogs ihop till Garff (parish).
Tidigare delades Isle of Man in i sex sheadings som i sin tur delades in i 17 församlingar, parishes (som numera kallas ancient parishes för att inte förväxlas med dagens indelning).

## Distrikt
| Namn         | Typ av distrikt | Invånare 2011 | Area i km² | Orter                                |
| ------------ | --------------- | ------------- | ---------- | ------------------------------------ |
| Andreas      | Parish          | 1 426         | 28,2       | Andreas                              |
| Arbory       | Parish          | 1 747         | 16,8       | Collby, Ballabeg                     |
| Ballaugh     | Parish          | 1 042         | 27,0       | Ballaugh                             |
| Braddan      | Parish          | 3 586         | 41,3       | Union Mills                          |
| Bride        | Parish          | 401           | 22,4       | Bride                                |
| Castletown   | Town            | 3 097         | 2,3        | Castletown                           |
| Douglas      | Town            | 27 938        | 6,8        | Douglas                              |
| Garff        | Parish          | 2 015         | 68,5       | Baldrine, Laxey, Lonan och Maughold  |
| German       | Parish          | 1 024         | 46,2       | del av St John's                     |
| Jurby        | Parish          | 797           | 18,1       | -                                    |
| Lezayre      | Parish          | 1 282         | 60,0       | Sulby                                |
| Malew        | Parish          | 2 385         | 47,5       | Ballasalla, St Mark's och Derbyhaven |
| Marown       | Parish          | 2 311         | 26,7       | Glen Vine och Crosby                 |
| Michael      | District        | 1 729         | 35,4       | Kirk Michael                         |
| Onchan       | District        | 9 273         | 26,4       | Onchan                               |
| Patrick      | Parish          | 1 527         | 45,5       | Dalby, Foxdale, Patrick och Glenmaye |
| Peel         | Town            | 5 093         | 1,4        | Peel                                 |
| Port Erin    | Village         | 3 530         | 1,8        | Port Erin                            |
| Port St Mary | Village         | 1 953         | 1,7        | Port St Mary                         |
| Ramsey       | Town            | 7 821         | 4,2        | Ramsey                               |
| Rushen       | Parish          | 1 629         | 27,3       | Cregneash                            |
| Santon       | Parish          | 691           | 16,5       | -                                    |
| Totalt       |                 | 84 497        | 572,0      |                                      |